# 柏町 (志木市)
柏町（かしわちょう）は、埼玉県志木市の町名。現行行政地名は柏町一丁目から六丁目。郵便番号は353-0007。

## 地理
志木市の西部に位置する。北側には柳瀬川が流れる。町域は武蔵野台地の縁に当たるため起伏がある。町名は字城に存在した柏城にちなむ。

### 地価
住宅地の地価は2017年（平成29年）1月1日の公示地価によれば柏町4-8-40の地点で24万3000円/m2となっている。

## 歴史

### 沿革
- 1972年（昭和47年）12月1日 - 住居表示の実施により[5]、大字志木の一部から柏町一丁目から六丁目が成立[4]。

## 世帯数と人口
2017年（平成29年）9月30日現在の世帯数と人口は以下の通りである。
| 丁目       | 世帯数    | 人口     |
| ---------- | --------- | -------- |
| 柏町一丁目 | 2,126世帯 | 5,250人  |
| 柏町二丁目 | 622世帯   | 1,448人  |
| 柏町三丁目 | 635世帯   | 1,412人  |
| 柏町四丁目 | 891世帯   | 1,802人  |
| 柏町五丁目 | 963世帯   | 2,026人  |
| 柏町六丁目 | 1,183世帯 | 2,454人  |
| 計         | 6,420世帯 | 14,392人 |

## 小・中学校の学区
市立小・中学校に通う場合、学区は以下の通りとなる。
| 丁目       | 番地                 | 小学校                 | 中学校             |
| ---------- | -------------------- | ---------------------- | ------------------ |
| 柏町一丁目 | ６番(1～32号を除く） | 志木市立宗岡第四小学校 | 志木市立宗岡中学校 |
| 柏町一丁目 | その他               | 志木市立志木第三小学校 | 志木市立志木中学校 |
| 柏町二丁目 | 全域                 | 志木市立志木第三小学校 | 志木市立志木中学校 |
| 柏町三丁目 | 全域                 | 志木市立志木第三小学校 | 志木市立志木中学校 |
| 柏町四丁目 | 全域                 | 志木市立志木第三小学校 | 志木市立志木中学校 |
| 柏町五丁目 | 全域                 | 志木市立志木第三小学校 | 志木市立志木中学校 |
| 柏町六丁目 | 全域                 | 志木市立志木第三小学校 | 志木市立志木中学校 |

## 交通
鉄道
町域西端部に東武東上本線柳瀬川駅があるが、駅の所在地は同市館二丁目である。そのほか、志木駅も利用可能な範囲にある。
道路
- 埼玉県道113号川越新座線

## 施設
1丁目
- かしわ公園
- 宝幢寺（ほうどうじ）。地王山地藏院。

3丁目
- 氷川神社（館氷川神社）
- 稲荷神社
- 志木市立志木第三小学校
- 志木市立志木中学校

## その他
- 柏の城址
- 城山貝塚[7]
- チョウショウインハタザクラ（長勝院跡）[8]